# Lejeværdi
Lejeværdi af egen bolig er det (normalt anslåede) beløb, ejeren af en ejerbolig ville kunne forvente at modtage i husleje, hvis vedkommende lejede sin bolig ud. Den udgør altså dermed også den løbende besparelse ved at eje sin egen bolig frem for at leje en bolig med tilsvarende karakteristika (som f.eks. størrelse, kvalitet og beliggenhed). 
Begrebet spiller en vigtig rolle i skattepolitikken. I et indkomstskattesystem bør den gevinst, en boligejer har som følge af den ovennævnte besparelse, nemlig regnes som en del af boligejerens indkomst (en såkaldt imputeret indkomst, dvs. en indkomst, der ikke udtrykkeligt kommer til udbetaling på noget tidspunkt, men alligevel forhøjer boligejerens reelle forbrugsmuligheder på samme måde som f.eks. lønindkomst og renteindtægter). I modsat fald vil skattesystemet favorisere boligejere i forhold til lejere. Samtidig vil man diskriminere andre former for opsparing, hvis man beskatter kapitalindkomster som renteindtægter og aktieudbytte, men ikke lejeværdien af ejerboliger. Lejeværdien udgør nemlig (sammen med en eventuel kapitalgevinst ved salg af boligen) boligejerens afkast af den opsparing, vedkommende har foretaget i huset, på samme måde som renteindtægter udgør afkastet af opsparing på bankkonti og i obligationer, og aktieindkomst udgør afkastet af opsparing i aktier. Skatteminister Anders Fogh Rasmussen formulerede det i 1987 på følgende måde: "En indkomst skal beskattes, hvad enten den fremtræder i pengeform eller som naturalydelse. Hvad enten en lejeindtægt fremkommer ved udlejning af en bolig til andre eller ved at stille den til rådighed for én selv, skal den ligefuldt beskattes".
I beregningen af bruttonationalproduktet (BNP) og bruttonationalindkomsten BNI indgår også den imputerede lejeværdi af ejerboligmassen, da disse opgørelser ellers ville undervurdere den faktiske værdi af de tjenester, der stilles til rådighed af boligerne, der udgør en vigtig del af det indenlandske kapitalapparat. 
I princippet kan begrebet lejeværdi også anvendes om andre varige forbrugsgoder end boliger. Boliger udgør dog langt det største og økonomisk vigtige varige forbrugsgode, hvorfor betegnelsen sjældent har relevans i andre sammenhænge.

## Beskatning af lejeværdi i forskellige lande
Forskellige lande har vidt forskellige systemer for beskatningen af boliger og boligindkomst og dermed også for behandlingen af lejeværdien af egen bolig. I nogle lande, f.eks. Holland, Luxembourg, Island og Schweiz) udregnes og beskattes en egentlig lejeværdi direkte som en del af fastsættelsen af den skattepligtige indkomst. I andre lande, som f.eks. Danmark, er lejeværdien erstattet af en anden form for beskatning af ejerboliger.

### Lejeværdibeskatning i Danmark
En beregnet lejeværdi af egen bolig indgik i den skattepligtige indkomst i Danmark fra 1900-tallets begyndelse, hvor indkomstskatten blev indført med statsskatteloven af 1903, til 2000, hvor den som følge af pinsepakken blev afløst af ejendomsværdiskatten. Den primære begrundelse for ændringen var, at lejeværdibegrebet var intuitivt svært at forstå for mange skatteydere.
Ejendomsværdiskatten udfylder altså samme rolle som lejeværdiskatten, men afhænger i modsætning til denne ikke af skatteyderens øvrige indkomster.